# Marion Betriu
Marion Betriu   (Lleida, 1982) és actualment directora del Festival TNT - Terrassa Noves Tendències, lloc pel qual ser nomenada el 15 d'abril de 2020 en substitució de l'actor terrassenc Pep Pla.
Llicenciada en Comunicació Audiovisual per la Universitat Pompeu Fabra, obtingué una beca universitària a la Films and Television Academy of Performing Arts, a la República Txeca, i una beca per realitzar el Màster d’Escriptura Creativa a la Universitat d'Iowa el 2012.
Ha treballat als Teatros del Canal de Madrid junt amb la direcció i equip d'Àlex Rigola, primer com a coordinadora artística de la programació internacional i després com a subdirectora. I ha estat membre de l'equip de direcció artística del Festival d'Artes Escénicas Frinje de Madrid, a més de ser la responsable de tallers de cinema i creació artística per a joves del Ajyal Youth Film Festival de Doha (Qatar). També ha treballat en la revista Iowa Literaria i al Festival de Cinema Fantàstic de Catalunya. Ha format part de nombroses comissions encarregades d’avaluar projectes artístics com les que atorguen els ajuts escènics de l’INJUVE, l’OSIC o l’Institut Baleàric, així com de centres de creació com la Nau Ivanov, el Centro de Cultura Contemporánea Conde Duque, o de la PAJ Europa (Advisors of performing Arts Japan). També ha estat membre del comitè d’avaluació d’ASSTEJ (Asociación de teatro para la Infancia y la Juventud), i comissària del programa d’arts escèniques per a la inauguració del Centro Internacional de Prensa de Madrid a propòsit de la Conferència de les Nacions Unides sobre el Canvi Climàtic.
El 2025, ha estat comissària literaria de La noche de los Libros i acaba de publicar el seu primer llibre il·lustrat per a infants, Todas juntas (Editorial B de Blok. L’any 2023 va resultar finalista del Premi Carmen Martin Gaite amb la seva primera novel·la La ciudad normal.